# 93164 Gordontelepun
93164 Gordontelepun este o planetă minoră (asteroid) din centura de asteroizi. A fost descoperită pe 29 septembrie 2000 la Emerald Lane Observatory⁠(d) de Loren C. Ball⁠(d). 
Obiectul prezintă o orbită caracterizată de o semiaxă mare de 2,5547521985517 UAi, o excentricitate de 0,097220181765812, o înclinație de 1,7622266594611 ° în raport cu ecliptica.